# 蘇珊娜·梅德曼特
蘇珊娜·「蘇西」·凱瑟琳·蘿絲·梅德曼特是倫敦自然史博物館的英國古生物學家。她也是伯明罕大學的榮譽教授。她對於鳥臀目恐龍演化的研究獲得國際認可，並榮獲2016年古生物學協會霍德森獎（Hodson Award）及2017年倫敦地質學會萊爾基金（Lyell Fund）。她被選為2019年國家地理影響力女性。

## 生平
梅德曼特在倫敦帝國學院攻讀地質學，於2003年取得碩士學位。她於2007年完成劍橋大學的博士學位，研究劍龍亞目的系統學。她的研究由大衛·B·諾曼和保羅·厄普喬奇（Paul Upchurch）指導。在越南擔任勘探地質學家之後，她於2009年前往倫敦自然史博物館與保羅·巴雷特合作，擔任博士後研究員，共同研究由NERC資助的鳥臀目恐龍運動研究專案
2012年，她回到倫敦帝國學院擔任研究員，2016年轉到布萊頓大學擔任高級講師。2018年，她重新加入倫敦自然史博物館，擔任高級研究員。她是伯明罕大學的榮譽教授。

## 研究工作
梅德曼特發表了50多篇科學論文，主要集中於鳥臀目恐龍的系統學、演化學和古生物學。她對於劍龍亞目的研究非常廣泛，被認為是這個族群的世界領導者。她的貢獻包括全面修訂該群的系統學、描述來自葡萄牙的劍龍亞目米拉加亞龍屬、描述來自摩洛哥中侏羅世已知最古老的劍龍亞目山嶽龍屬、同樣來自摩洛哥已知最古老的甲龍亞目刺圈龍屬、中國劍龍亞目的解剖學和系統學修訂 ，以及有關劍龍屬頭蓋骨後骨骼和體重的工作。她還發表了多篇關於鳥臀目恐龍的運動和四足演化的論文。
2015年，她所在的團隊報告了白堊紀恐龍標本中原始膠原蛋白和血細胞的證據。她最近的研究重點是美國西部莫里遜層的地層學。她是2019年開始的「侏儸紀任務」恐龍發掘計劃的首席科學家之一。
2023年，她擔任電視連續劇《史前地球》的科學顧問。